# Reed Duchscher
 (août 2022).
Reed Duchscher, né le 13 juillet 1989, est un gestionnaire de talents et investisseur américain. Duchscher est le PDG et fondateur de Night Media, et gestionnaire de talents de la personnalité YouTube MrBeast .

## Biographie

### Enfance et éducation
Duchscher grandit à Rugby, dans le Dakota du Nord et fréquente le Rugby High School où il participe à l'athlétisme, au basket-ball et au football. Après avoir obtenu son diplôme d'études secondaires, Duchscher commence à jouer au football à la North Dakota State University.

### Carrière
Duchscher commence sa carrière en tant qu'agent sportif de la NFL. Il est ensuite parti travailler pour la chaîne YouTube Dude Perfect sur les accords de marque et les stratégies de monétisation,. Tout en travaillant avec Dude Perfect, Duchsler lance en 2015 sa propre société de gestion des talents, Night Media. Night Media se concentre sur la gestion, l'image de marque et le développement commercial des influenceurs.
En 2018, Duchscher signe la personnalité de YouTube MrBeast chez Night Media.
En 2021, Night Media lance un fonds de capital-risque axé sur l'investissement dans des start-ups de la consommation, des jeux et de l'économie de la passion.

### Dans la presse
Duchscher parle au TEDx NCState en 2020 de la philanthropie numérique.
Il est nommé sur la liste de Business Insider des "meilleurs gestionnaires de talents de YouTube" en 2020.
Duchscher est inclus dans les « 500 personnes les plus influentes en 2020 » du Dallas Magazine.
En 2022, Duchscher est nommé sur la liste de Business Insider des « 22 meilleurs gestionnaires de talents et agents travaillant avec Youtubeurs pour construire l'avenir de l'économie des créateurs ».